# Jacques Tati

Studio met maquette op ware grootte van de Villa Arpel uit Mon Oncle

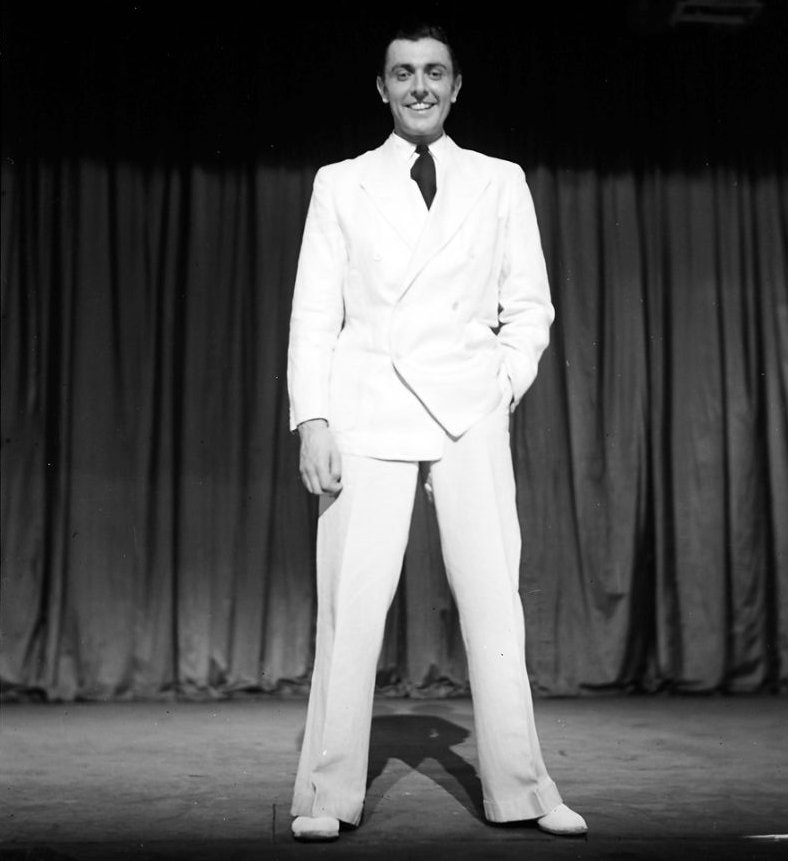
Jacques Tati als theateracteur, 1938

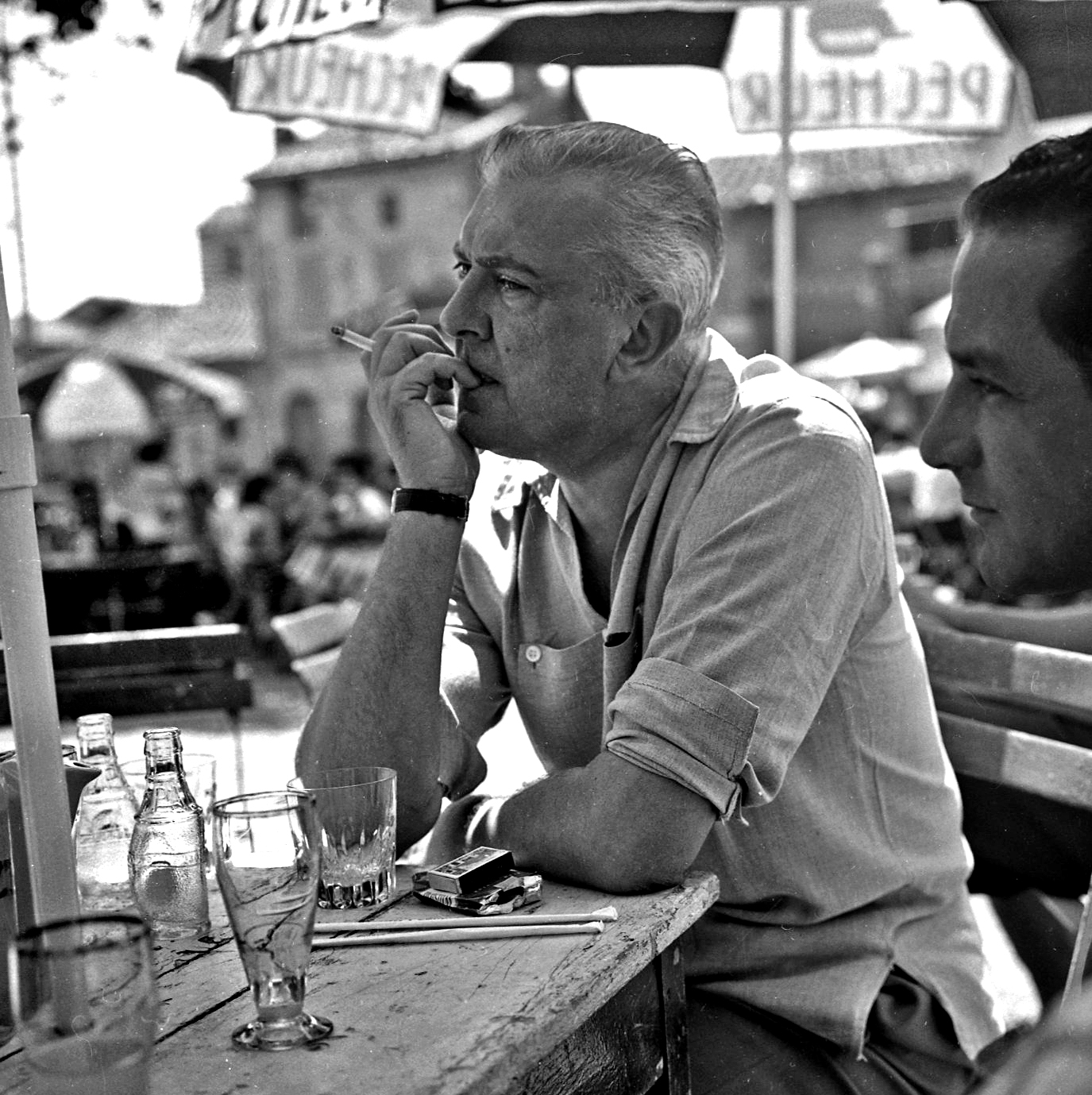
Jacques Tati 1961

Jacques Tati (Le Pecq, 9 oktober 1907 – Parijs, 5 november 1982) was een Franse filmacteur, komiek en filmregisseur. In zijn carrière, die 50 jaar duurde, maakte Tati slechts zes lange en vier korte films. Toch is zijn invloed op de cinematografie groot. Hij begon als mimespeler in music-halls. Zijn films kwamen telkens na jarenlange minutieuze arbeid tot stand. Hij speelde er de hoofdrol in: de zwijgzame, gesticulerende, onaangepaste Monsieur Hulot, die struikelend door de hedendaagse, gemechaniseerde wereld doolt. In 1958 ontving hij een Oscar voor Mon oncle.

## Kenmerken van zijn films
De films van Tati, waarin hij altijd zelf de hoofdrol speelde, zijn verfijnde slapstickkomedies.
Stijlkenmerken van Tati zijn stille, kleine grapjes die verborgen zitten in een scène. Deze scènes zijn bijna altijd gefilmd in totaalshots, waardoor de camera en dus ook het publiek op afstand blijft. Hierdoor zijn de films een soort observaties van het gedrag van mensen. Tati laat de kijker een absurde, satirische spiegel zien waarin de kijker eigen gedrag, uit het dagelijks leven, kan herkennen.
Een ander kenmerk waardoor Tati van andere slapstickacteurs afweek, was zijn gebruik van geluid. Bij Tati's films is het geluid even belangrijk als het beeld; veel vreemde geluidseffecten zoals voetstappen, krakende en piepende deuren en rinkelend glas, vergroten het effect van de grappen.
In veel van zijn films levert Tati kritiek op de huidige moderne maatschappij. Volgens Tati gingen techniek, decadentie en hebzucht een steeds grotere rol spelen in onze samenleving. De echte menselijke waarden zoals individualiteit, gezelligheid, behulpzaamheid en lichaamsbeweging gaan hierdoor verloren. In alle films van Tati staan mensenmassa's centraal, maar er is altijd een personage dat zich niet wil aanpassen, maar uiteindelijk toch oplost in de massa. Dit individu, altijd door Tati zelf gespeeld, vecht (vaak onbewust) tegen de moderniteit. Hij begrijpt niets van machines en dat resulteert vaak in hilarische mislukkingen, waarin de moderne techniek vernietigd wordt door de menselijke natuur. In veel van zijn films wordt de goede oude tijd geplaatst naast de moderne techniek. Nostalgie botst met de fantasieloze, decadente, massale en onpersoonlijke wereld van de moderne tijd.
De vormgeving van zijn films kan als het laatste opvallende kenmerk worden gezien. Vooral Mon Oncle en Playtime kenmerken zich door een buitengewone aandacht voor decors, kostuums en locaties. Futuristisch ontworpen meubels, strakke architectonische interieurs worden vaak geplaatst tegenover idyllische, schilderachtige decorstukken. In veel films experimenteerde Tati met kleur. Ook gebruikt Tati in zijn films een zeer herkenbare soundtrack die steeds weer in de film herhaald wordt.

## Levensloop
Tati werd in 1907 geboren als Jacques Tatischeff, als de zoon van een Nederlandse moeder en de Russische militair attaché aan de Russische ambassade in Parijs. Op 18-jarige leeftijd ging hij in militaire dienst en vanaf zijn 20e was hij actief als professioneel rugbyspeler. Later kwam hij aan de kost als pantomimespeler. Hij stond in het variététheater, waar hij diverse komische mimeacts speelde. Hier leerde hij de kunst van het komisch bewegen en deed hij inspiratie op voor zijn latere films.
Zijn komische, op diverse sporten gebaseerde acts, waren een succes in het theater, en in de film Oscar, Champion du Tennis (1931) probeerde hij zijn act naar het witte doek te vertalen; de film werd echter nooit voltooid. Wel kreeg hij in de jaren dertig de kans om zijn variétékunsten in films van anderen te vertonen. De eerste korte film die hij zelf regisseerde was Retour à la terre uit 1938.
Na de oorlog volgde de korte film L'école des facteurs (1947), waarin Tati het personage van François speelt, een stuntelige hyperactieve postbode. De film was zo geslaagd, dat Tati de kans kreeg om voor het eerst een lange speelfilm, met datzelfde karakter in de hoofdrol, te gaan maken. Deze film, Jour de fête (1949), werd een succes.
Hierna maakte Tati de klassieker Les vacances de Monsieur Hulot (1953). In deze film speelde Tati voor het eerst het personage van Monsieur Hulot, een typetje dat Tati nadien in al zijn films zou spelen. Hulot zou uitgroeien tot een van de iconen van de komische cinematografie.
In 1958 maakte Tati Mon Oncle, een komedie die werd onderscheiden met de Oscar voor beste buitenlandse film. Ook in deze film ziet men Tati als Monsieur Hulot.
Vervolgens begon Tati te werken aan een extreem dure film, Playtime, een soort sciencefictionkomedie waarin de wereld volledig in een heel grote stad is veranderd. Bij gebrek aan geschikte filmlocaties liet Tati in Joinville-le-Pont een complete futuristische stad (Tativille) op ware grootte nabouwen. De opnamen duurden bijna vier jaar. Er werd gedraaid op het dure 70 mm-formaat en de meest bijzondere filmtechnieken werden toegepast.
Toen de film uitkwam in 1967 waren de reacties van de critici verdeeld. In Frankrijk was Playtime redelijk succesvol, maar van het beoogde Amerikaanse succes kwam niets terecht: de film werd er niet eens uitgebracht. Playtime werd een financiële flop en Tati ging failliet.
Na het floppen van Playtime was Tati werkloos: niemand wilde geld in zijn films investeren. Pas in 1972 keerde hij terug naar het witte doek, in de film Trafic, die deels in Nederland werd opgenomen en mede-geregisseerd werd door de Nederlandse cineast Bert Haanstra. Ook deze film was geen succes.
In 1974 maakte Tati voor de Zweedse televisie de televisiefilm Parade, een komedie over het circusleven.
Tati overleed in 1982 op 75-jarige leeftijd aan kanker.
In 2010 werd L'Illusionniste uitgebracht, een avondvullende tekenfilm door Sylvain Chomet, gebaseerd op een script van Tati. De hoofdpersoon in deze film, een oude, gedesillusioneerde goochelaar met de naam Tatischeff, is een tekenfilmversie van Monsieur Hulot. Het idee om Tati's script als tekenfilm uit te brengen kwam van de dochter van Tati die niet wilde dat een andere acteur haar vader zou imiteren. In de film loopt de hoofdpersoon een bioscoop binnen waar op dat moment Mon Oncle wordt gedraaid. De film is niet zozeer komisch als wel melodramatisch en bouwt verder op Tati's ideeën over vervreemding en de teloorgang van oude ambachten.

## Trivia
- De naam van het personage Monsieur Hulot ontleende Tati aan de architect Hulot die in hetzelfde appartementsgebouw als hijzelf woonde; deze architect was de grootvader van de Franse journalist en politicus Nicolas Hulot.
- In het Kiekeboestripalbum Klavertje Vier (1984) heeft Tati een klein cameo. Op zeker ogenblik is Kiekeboe de weg kwijt in de Provence. Een voorbijganger waarvan we het gezicht niet zien, maar wel de regenjas, paraplu, pijp en duidelijk zichtbare sokken van Tati's typetje Monsieur Hulot, wijst hem met armgebaren de weg.
- John Lithgow zou zijn acteerwerk in Third Rock From The Sun als het personage Dr Dick Solomon hebben gebaseerd op (onder anderen) Jacques Tati.[bron?]
- Rowan Atkinson heeft Mr. Bean ook grotendeels geïnspireerd op Tati. De film Mr. Bean's Holiday is zijn eigen hommage aan Les vacances de Monsieur Hulot.[bron?]
- In Les Triplettes de Belleville kijken de drie oude dametjes op zeker moment naar Tati's Jour de fête op televisie.

## Filmografie

### Speelfilms
- Jour de fête (1949)
- Les vacances de Monsieur Hulot (1953)
- Mon oncle (1958)
- Playtime (1967)
- Trafic (1971)
- Parade (1974)

### Korte films
- Als regisseur:
  - Retour à la terre (1938)
  - L'école des facteurs (1947)

- Als acteur:
  - On demande une Brute (1934)
  - Gai dimanche (1935)
  - Soigne ton gauche (1936)
  - Sylvie et le fantôme (1946)
  - Le diable au corps (1947)

- Als scenarist: 
  - L'illusioniste (2010)